# Défilé de l’Écluse
Das Défilé de l’Écluse ist ein Quertal (Klus), in dem die Rhône die erste und höchste Bergkette (Antiklinale) des französischen Juragebirges durchbricht. Es liegt zwischen der französisch-schweizerischen Grenze und dem Städtchen Bellegarde-sur-Valserine auf der Grenze zwischen den Départements Ain und Haute-Savoie. Der sehr enge Durchbruch bildete über Jahrhunderte hinweg den einzigen Verbindungsweg zwischen dem Pays de Gex und dem restlichen Frankreich und war durch das Fort l’Écluse gesichert, das aufwendig in den Steilhang hineingebaut ist, heute aber seine militärische Funktion verloren hat.

## Topographie und Landschaft

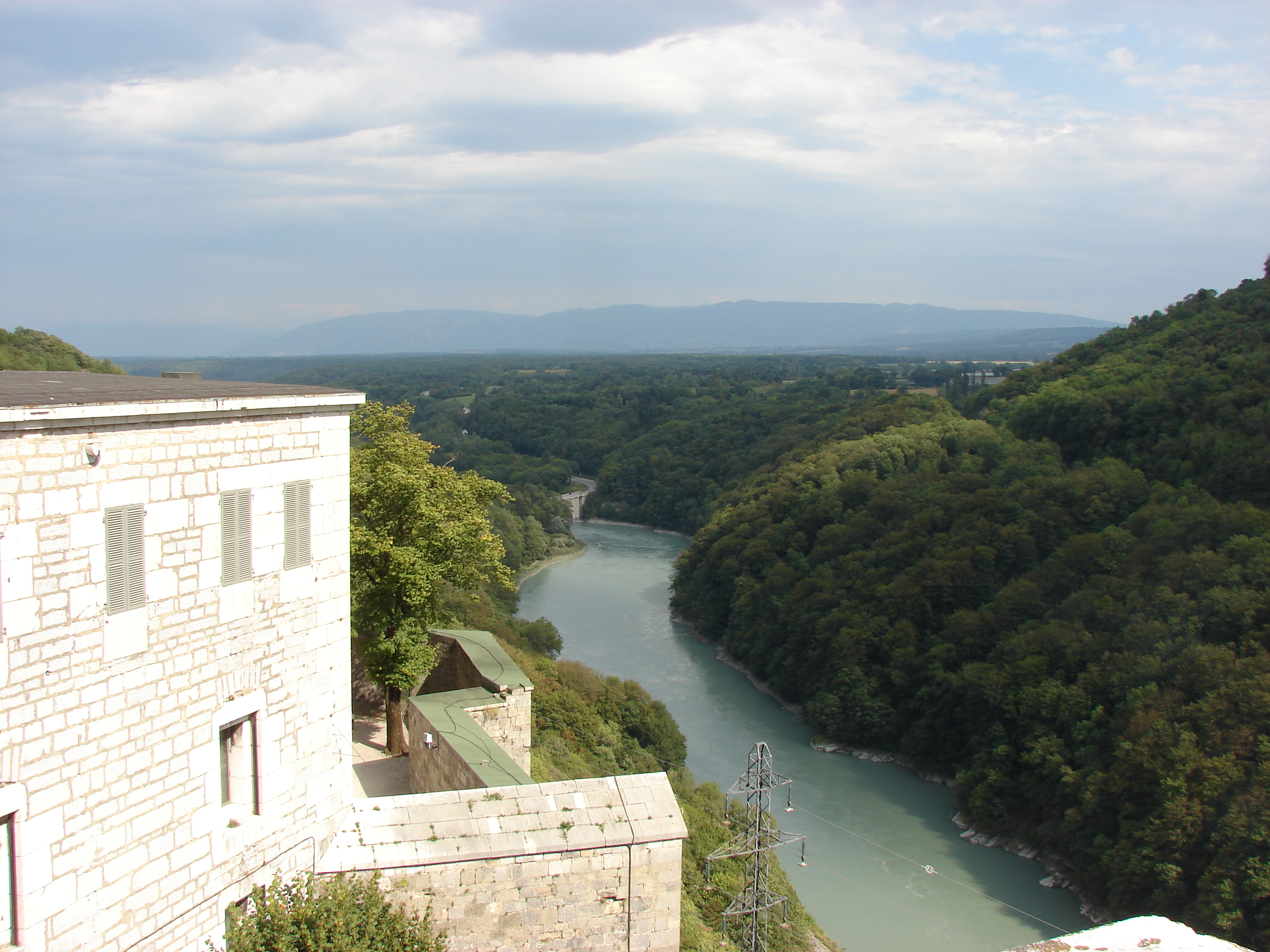
Eintritt der Rhône ins Défilé de l’Écluse

Das Défilé de l’Écluse bildet den Abschluss des von der Rhône durchflossenen Genfer Beckens. Der Fluss erreicht den Jura in Ost-West-Richtung fließend auf einer Höhe von 345 m über ein etwa 100 m in die Hügellandschaft eingetieftes, ein bis zwei Kilometer breites Tal mit Sümpfen und Schwemmlandinseln (Site de l’Étournel). In der Schlucht erhebt sich zur rechten Seite das Massiv des 1621 m hohen Grand Crêt d’Eau, ein Teil der Haute Chaîne du Jura. Er bildet eine Steilflanke, die von der Wasserlinie gleichmäßig bis auf einen Geländeabsatz auf 1124 m ansteigt. Zur linken Seite erhebt sich die Montagne de Vuache mit einem ähnlich steilen Hang bis auf das Oratoire Sainte-Victoire auf 934 m. Innerhalb der Schlucht vollführt der Fluss eine Biegung nach Süden und umrundet den Fuß des Vuache. Hinter dem Durchbruch bleibt der Taleinschnitt eng mit Flanken, die etwa 150 m hoch und teilweise von Felswänden durchzogen sind.

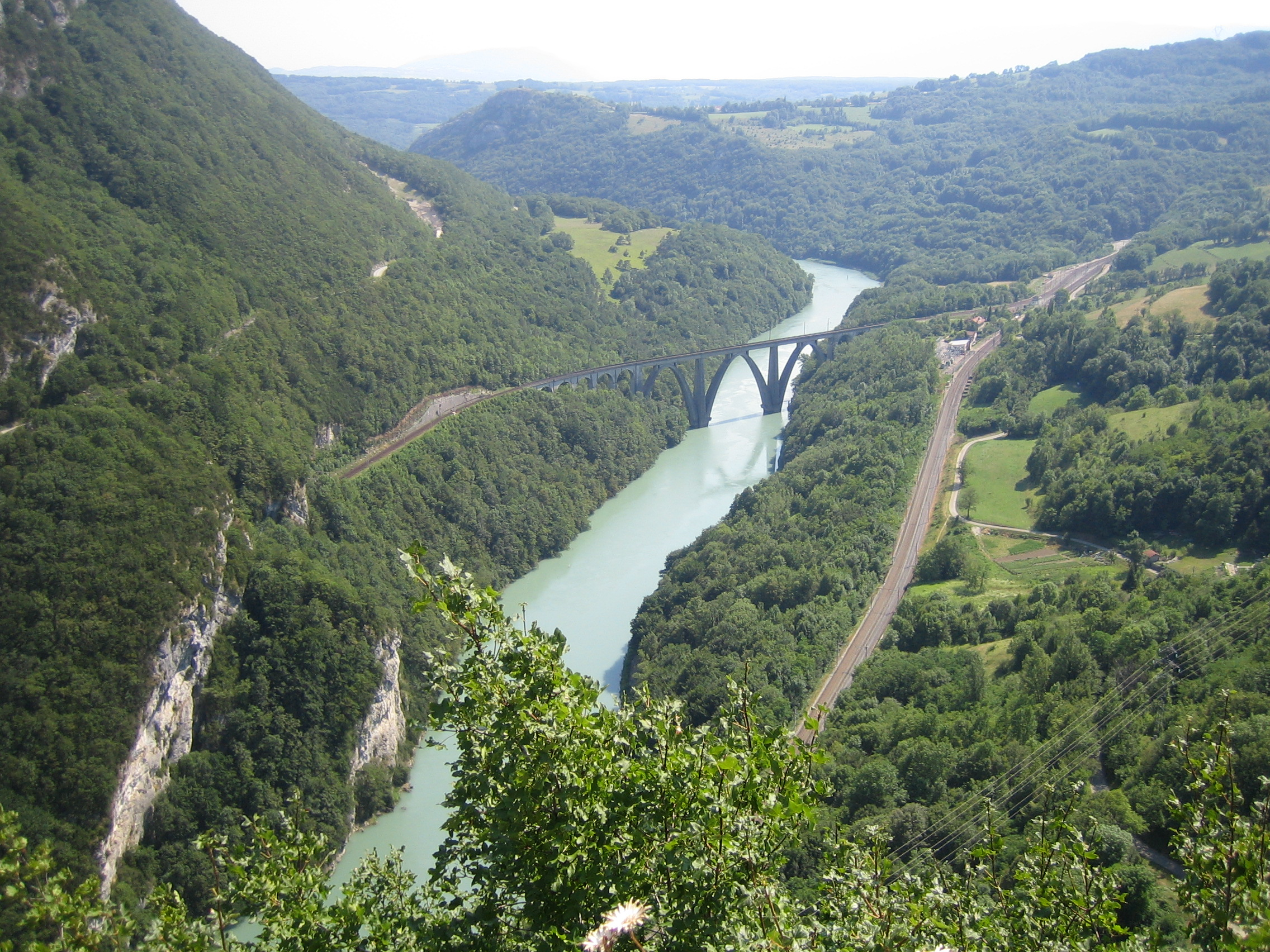
Austritt der Rhône aus dem Défilé de l’Écluse

Am Eintritt in die Défilé de l’Écluse ändert sich die Struktur des Flussbettes von einem flachen Schwemmboden in eine Karstformation, die flussabwärts zu einem immer engeren und tieferen Canyon ausgehöhlt ist. Die Seitenwände kamen sich bei Gresin so nahe, dass eine kleine Bogenbrücke zur Überquerung genügte, und in einer Kluft bei Bellegarde gab es eine Versickerungsstrecke (französisch Pertes du Rhône) mit einer Tiefe von bis zu 60 m. Heute befinden sich diese Strukturen alle tief unter der Wasseroberfläche, da die Talsperre Génissiat die Rhone über eine Länge von 23 km aufstaut und das Défilé de l’Écluse mit einschließt. Die Gemeinden am Rhonedurchbruch sind Collonges, Chevrier, Clarafond-Arcine und Léaz.

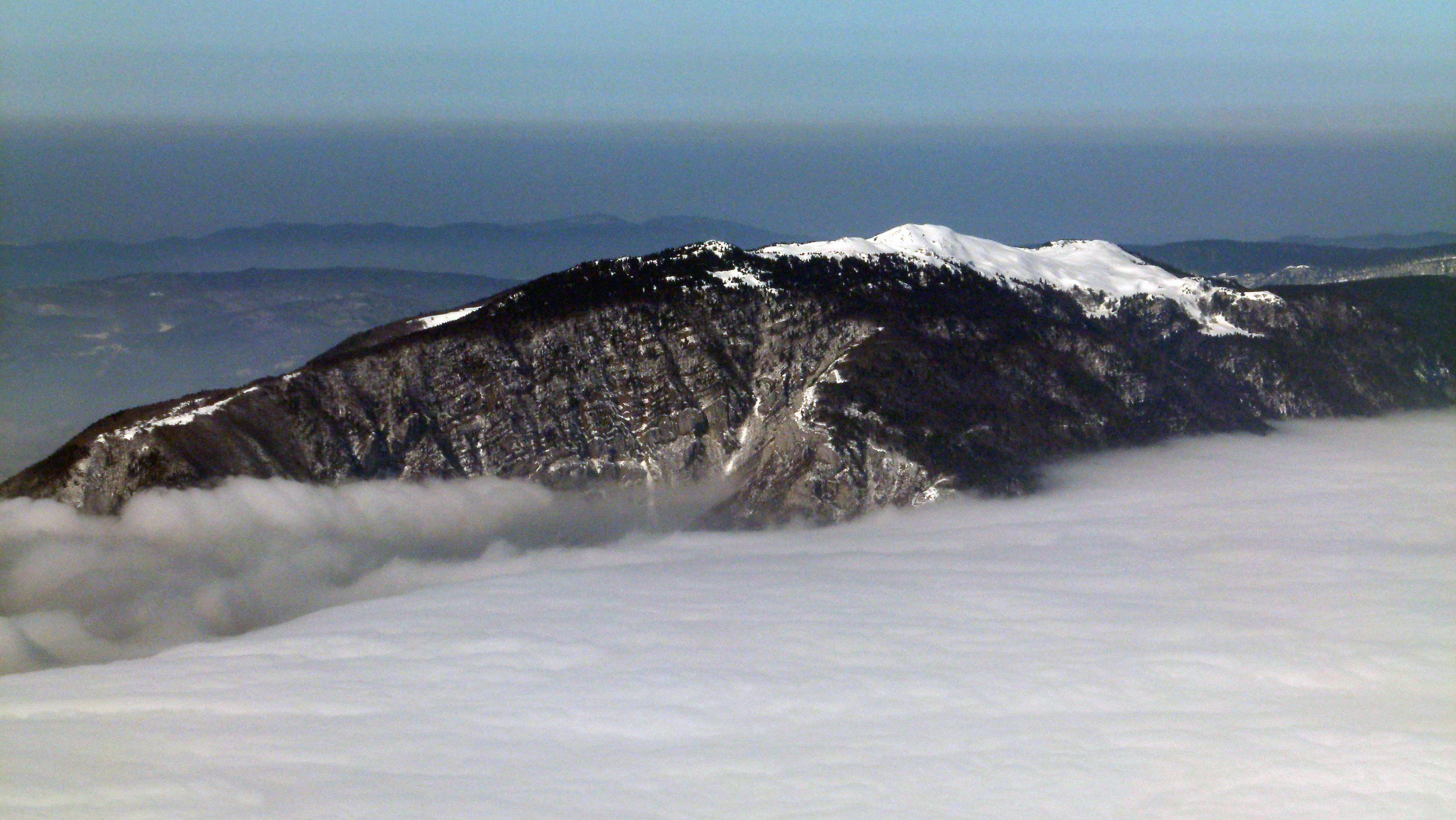
Der Hochnebel im Genfer Becken vor dem Grand Crêt d’Eau löst sich am Eintritt in das Défilé de l’Écluse (links) auf.

Die Topographie des Défilé de l’Écluse hat Auswirkungen auf das Klima im Genfer Becken und begünstigt vor allem im Winterhalbjahr Inversionswetterlagen, bei denen über Tage oder Wochen Hochnebel und Kaltluftmassen von den Bergketten rund um Genf eingeschlossen werden.
Die Hänge des Grand Crêt d’Eau und der Montagne de Vuache sind im Bereich des Défilé de l’Écluse größtenteils bewaldet. Der Grand Crêt d’Eau gehört zu den Naturschutzgebieten Reserve naturelle nationale de la Haute chaîne du Jura und Regionaler Naturpark Haut-Jura.

## Geologie
Die Rhone bestand als größeres Fließgewässer bereits vor der Auffaltung des Juragebirges und erodierte mit ihrer Wasserkraft und mitgeführten Schwebstoffen den Kalksteins genau so schnell, wie dessen Auffaltung voranschritt. Die an den beiden Talflanken aufgeschlossenen Gesteinsschichten passen exakt zueinander. Die Entstehung des Grand Crêt d’Eau ist das Ergebnis eines komplexen Prozesses, bei dem sich zwei unterschiedliche Auffaltungen überlagern und weitere Verwerfungen mitspielen. Hier vereinigt sich die mehrere zehn Kilometer lange und zwei bis fünf Kilometer tiefe Auffaltung des Vuache mit der Antiklinalen des Jura. Im Vuache steht die Gesteinsschichten fast senkrecht, und die Rhone durchschneidet (in Fließrichtung gesehen) eine Schichtenfolge vom Barremium in der Unterkreide bis etwa zum Kimmeridgium in der
oberen Jurazeit. Vor und hinter dem Vuache erstreckt sich jeweils ein Molassebecken, das vom eiszeitlichen Rhonegletscher überformt wurde.

## Verkehrswege
Durch das Défilé de l’Écluse führen mehrere wichtige Verkehrswege. Darunter sind die Bahnstrecken Lyon–Genf und Léaz–Saint-Gingolph. Letztere zweigt bei Longeray von der Hauptstrecke Lyon-Genf ab und wechselt an der Engstelle über den Viaduc de Longeray auf die savoyische Seite der Rhone. Die Hauptstraße D1206 (ehemalige N84 und N206) aus dem Pays de Gex nach Bellegarde verläuft auf der rechten Rhoneseite in einem Tunnel parallel zum Fort l’Écluse. Auf der gegenüberliegenden Seite in etwa gleicher Höhe verbindet eine Straße die Dörfer auf der Nordostseite der Montagne de Vuache mit denen auf der Südwestseite. Als Straßenbrücke überquert die Pont Carnot den Fluss beim Eintritt in die Engstelle, sie verbindet Collonges mit Vulbens und Saint-Julien-en-Genevois.

## Geschichte
Bereits Caesar kannte in seinem De bello Gallico den Rhonedurchbruch als eine strategische Engstelle, die den Helvetiern Probleme bereiten würde:

„Erant omnino itinera duo, quibus itineribus domo exire possent: unum per Sequanos, angustum et difficile, inter montem Iuram et flumen Rhodanum, vix qua singuli carri ducerentur, mons autem altissimus impendebat, ut facile perpauci prohibere possent;“

„Es gab nur zwei Wege, auf denen sie von zu Hause aufbrechen konnten: einen durch das Gebiet der Sequaner, eng und schwierig, zwischen dem Jura-Gebirge und der Rhône, wo kaum einzelne Wagen fahren könnten, jedoch ein sehr hoher Berg aufragte, so dass [ihn] sehr wenige ganz einfach versperren konnten.“

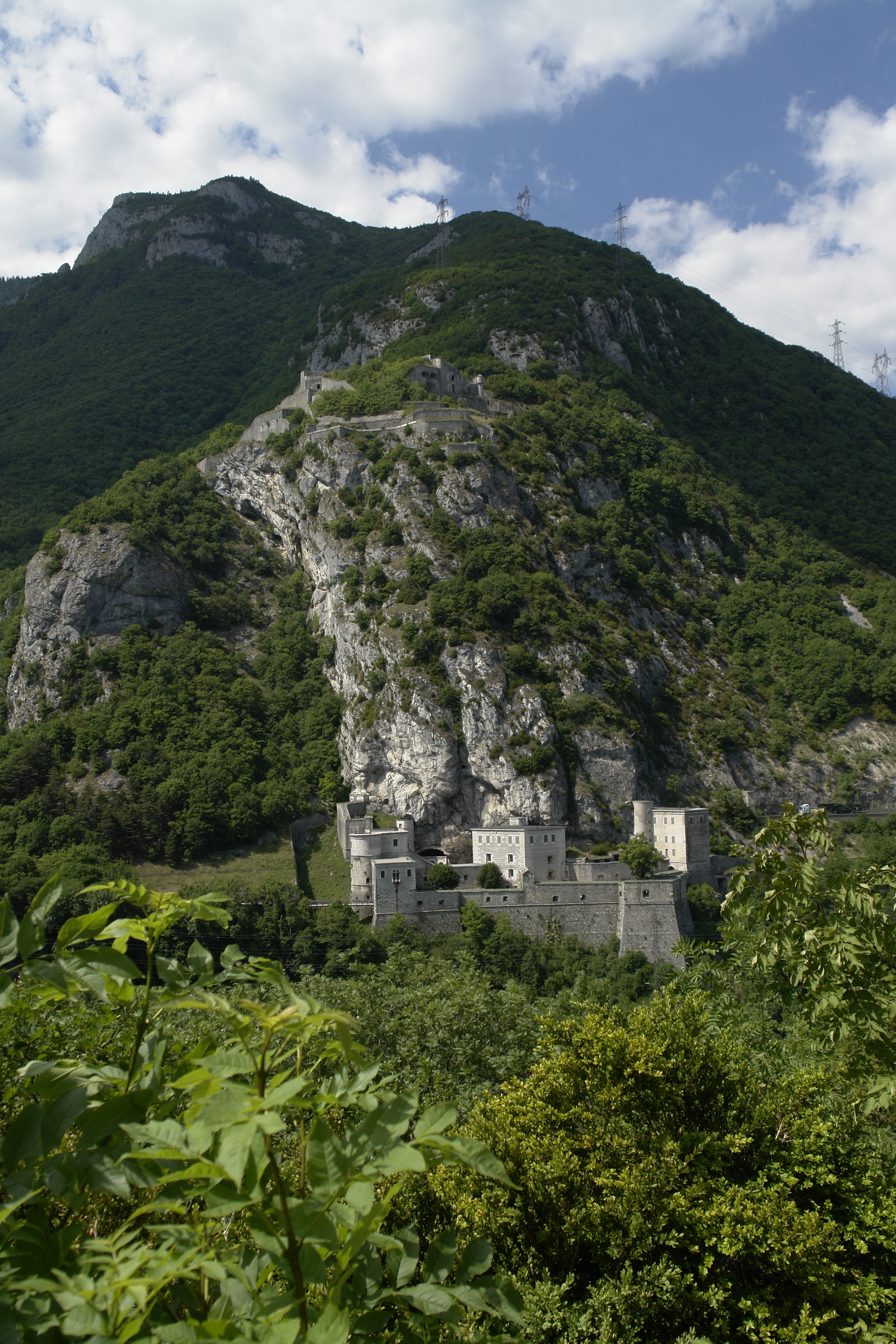
Das Fort l’Écluse

Im 12. Jahrhundert existierte in der Engstelle eine kleine Siedlung, die der Abtei Saint-Claude gehörte und unter der Oberhoheit der Grafen von Genf stand. Die Abtei gab die Siedlung 1225 an die Herren von Gex weiter, die dort einen Wegezoll erhoben und ein Festes Haus errichteten, welches gegen Ende des 13. Jahrhunderts urkundlich erwähnt wurde (Castrum de Clusa 1277 und Clusa de Gayo 1286). Wenige Jahre später verkauften sie es an die Grafen von Savoyen, die es mit Unterbrechungen bis zum Vertrag von Lyon (1601) hielten. Von da an bis zum Anschluss Savoyens an Frankreich 1860 gehörte das rechte Ufer mit dem immer stärker ausgebauten Fort l’Écluse zum Königreich Frankreich, während das linke Ufer Teil von Savoyen war. Erst mit der Lösung der Dappentalfrage 1862 und dem Bau der Pont Carnot 1865–1874 entstanden Straßenverbindungen zwischen dem Pays de Gex und dem französischen Königreich, die nicht auf das Défilé de l’Écluse angewiesen waren.
Am 2. und 3. Januar 1883 ereignete sich ein Erdrutsch in der rechten Talflanke etwa 100 m flussaufwärts vom Fort l’Écluse. Er riss einen Teil der Eisenbahntrasse mit und staute für einige Stunden die Rhone auf. Untersuchungen ergaben, dass eine unterirdische Karstquelle aus dem Massiv des Grand Crêt d’Eau den aus eiszeitlichen Sedimenten bestehenden Hang destabilisiert hatte. Eine Entlastungsbohrung von der Seite entwässert seitdem die Karstquelle in einen ungefährlichen Uferbereich.